# Celtis iguanaea
Celtis iguanaea är en hampväxtart som först beskrevs av Nikolaus Joseph von Jacquin, och fick sitt nu gällande namn av Charles Sprague Sargent. Celtis iguanaea ingår i släktet Celtis och familjen hampväxter. Inga underarter finns listade i Catalogue of Life.